# Marek Mikulski (koszykarz)
Marek Mikulski (ur. 12 czerwca 1952, zm. 5 listopada 2023) – polski koszykarz występujący na pozycji środkowego, wielokrotny medalista mistrzostw Polski.
W latach 1988–2002 był dyrektorem GKS Wybrzeże Gdańsk. W późniejszych latach pracował jako wicedyrektor ośrodka COS we Władysławowie. W latach 1997–1998 był prezesem Pomorskiego Okręgowego Związku Koszykówki.

## Osiągnięcia
Na podstawie, o ile nie zaznaczono inaczej.
Klubowe
- 4-krotny mistrz Polski (1971, 1972, 1973, 1978)
- Wicemistrz Polski (1980)
- Brązowy medalista mistrzostw Polski (1975)
- 3-krotny zdobywca Pucharu Polski (1976, 1978, 1979)
- Awans do najwyższej klasy rozgrywkowej z Wybrzeżem Gdańsk (1983, 1988)

Reprezentacja
- Uczestnik mistrzostw Europy U–18 (1970 – 6. miejsce)[6]